# Agama bibronii
El agama de Bribón (Agama bibronii antes  Agama impalearis) es una especie de reptil africano de la familia Agamidae.

## Descripción
Saurio de cuerpo robusto con la cabeza con escamas espinosas. Los machos en época de celo adoptan una coloración azul grisácea, mientras que las hembras presentan un dorso amarillo-azufre con bandas transversales rojas o anarajadas.

## Distribución
Se distribuye por la mitad noroeste del norte de África; en Marruecos ocupa todo el país, escaseando en las zonas del Rif más elevadas.
En España es relativamente común en el Monte Hacho (Ceuta) y en los pinares de Rostrogordo de Melilla.

## Hábitat
El agama de Bribón habita en ombroclimas desde árido a subhúmedo, en todo tipo de medios, con una abundante presencia de piedras donde esconderse.

## Amenazas
Desaparición de los antiguos muros de piedra que separaban los campos de cultivo y bancales, aumento del tráfico rodado.